# 20e étape du Tour de France 1969
La 20e étape du Tour de France 1969 a eu lieu le 18 juillet 1969 entre Brive-la-Gaillarde et Clermont-Ferrand/Puy de Dôme, en France, sur une distance de 198 km. Elle a été remportée par le Français Pierre Matignon (Frimatic-Viva-de Gribaldy).

## Classement de l'étape
| \| Classement de l'étape \| Classement de l'étape \| Classement de l'étape \| Classement de l'étape \| Classement de l'étape \| \| Coureur \| Coureur \| Pays \| Équipe \| Temps \| \| --------------------- \| ----------------------- \| --------------------- \| -------------------------------- \| --------------------- \| \| 1er \| Pierre Matignon \| France \| Frimatic-de Gribaldy-Viva-Wolber \| 6 h 49 min 54 s \| \| 2e \| Eddy Merckx \| Belgique \| Faema \| + 1 min 25 s \| \| 3e \| Paul Gutty \| France \| Frimatic-de Gribaldy-Viva-Wolber \| + 1 min 30 s \| \| 4e \| Martin Van Den Bossche \| Belgique \| Faema \| + 1 min 47 s \| \| 5e \| Roger Pingeon \| France \| Peugeot-BP-Michelin \| + 1 min 47 s \| \| 6e \| Raymond Poulidor \| France \| Mercier-BP-Hutchinson \| + 2 min 02 s \| \| 7e \| Andrés Gandarias Albizu \| Espagne \| Kas-Kaskol \| + 2 min 05 s \| \| 8e \| Wladimiro Panizza \| Italie \| Salvarani \| + 2 min 31 s \| \| 9e \| Jan Janssen \| Pays-Bas \| BiC \| + 2 min 39 s \| \| 10e \| Lucien Van Impe \| Belgique \| Sonolor-Lejeune \| + 2 min 39 s \| |                         |          |                                  |                 |
| |                         |          |                                  |                 |
| |                         |          |                                  |                 |
| Classement de l'étape |                         |          |                                  |                 |
| Coureur | Coureur                 | Pays     | Équipe                           | Temps           |
| 1er | Pierre Matignon         | France   | Frimatic-de Gribaldy-Viva-Wolber | 6 h 49 min 54 s |
| 2e | Eddy Merckx             | Belgique | Faema                            | + 1 min 25 s    |
| 3e | Paul Gutty              | France   | Frimatic-de Gribaldy-Viva-Wolber | + 1 min 30 s    |
| 4e | Martin Van Den Bossche  | Belgique | Faema                            | + 1 min 47 s    |
| 5e | Roger Pingeon           | France   | Peugeot-BP-Michelin              | + 1 min 47 s    |
| 6e | Raymond Poulidor        | France   | Mercier-BP-Hutchinson            | + 2 min 02 s    |
| 7e | Andrés Gandarias Albizu | Espagne  | Kas-Kaskol                       | + 2 min 05 s    |
| 8e | Wladimiro Panizza       | Italie   | Salvarani                        | + 2 min 31 s    |
| 9e | Jan Janssen             | Pays-Bas | BiC                              | + 2 min 39 s    |
| 10e | Lucien Van Impe         | Belgique | Sonolor-Lejeune                  | + 2 min 39 s    |

## Classements à l'issue de l'étape

### Classement général
| \| Classement général \| Classement général \| Classement général \| Classement général \| Classement général \| \| Coureur \| Coureur \| Pays \| Équipe \| Temps \| \| ------------------ \| ----------------------- \| ------------------ \| -------------------------------- \| ------------------ \| \| 1er \| Eddy Merckx \| Belgique \| Faema \| 102 h 47 min 13 s \| \| 2e \| Roger Pingeon \| France \| Peugeot-BP-Michelin \| + 16 min 40 s \| \| 3e \| Raymond Poulidor \| France \| Mercier-BP-Hutchinson \| + 21 min 20 s \| \| 4e \| Felice Gimondi \| Italie \| Salvarani \| + 26 min 31 s \| \| 5e \| Andrés Gandarias Albizu \| Espagne \| Kas-Kaskol \| + 30 min 07 s \| \| 6e \| Marinus Wagtmans \| Pays-Bas \| Willem II-Gazelle \| + 32 min 29 s \| \| 7e \| Pierfranco Vianelli \| Italie \| Molteni \| + 28 min 35 s \| \| 8e \| Joaquim Agostinho \| Portugal \| Frimatic-de Gribaldy-Viva-Wolber \| + 48 min 04 s \| \| 9e \| Désiré Letort \| France \| Peugeot-BP-Michelin \| + 48 min 07 s \| \| 10e \| Jan Janssen \| Pays-Bas \| BiC \| + 49 min 49 s \| |                         |          |                                  |                   |
| |                         |          |                                  |                   |
| |                         |          |                                  |                   |
| Classement général |                         |          |                                  |                   |
| Coureur | Coureur                 | Pays     | Équipe                           | Temps             |
| 1er | Eddy Merckx             | Belgique | Faema                            | 102 h 47 min 13 s |
| 2e | Roger Pingeon           | France   | Peugeot-BP-Michelin              | + 16 min 40 s     |
| 3e | Raymond Poulidor        | France   | Mercier-BP-Hutchinson            | + 21 min 20 s     |
| 4e | Felice Gimondi          | Italie   | Salvarani                        | + 26 min 31 s     |
| 5e | Andrés Gandarias Albizu | Espagne  | Kas-Kaskol                       | + 30 min 07 s     |
| 6e | Marinus Wagtmans        | Pays-Bas | Willem II-Gazelle                | + 32 min 29 s     |
| 7e | Pierfranco Vianelli     | Italie   | Molteni                          | + 28 min 35 s     |
| 8e | Joaquim Agostinho       | Portugal | Frimatic-de Gribaldy-Viva-Wolber | + 48 min 04 s     |
| 9e | Désiré Letort           | France   | Peugeot-BP-Michelin              | + 48 min 07 s     |
| 10e | Jan Janssen             | Pays-Bas | BiC                              | + 49 min 49 s     |

| Classement par points | Classement par points | Classement par points | Classement par points | Classement par points |
| Coureur               | Coureur               | Pays                  | Équipe                | Points                |
| --------------------- | --------------------- | --------------------- | --------------------- | --------------------- |
| 1er                   | Eddy Merckx           | Belgique              | Faema                 | 234 pts               |
| 2e                    | Jan Janssen           | Pays-Bas              | BiC                   | 148 pts               |
| 3e                    | Marinus Wagtmans      | Pays-Bas              | Willem II-Gazelle     | 130 pts               |
| 4e                    | Roger Pingeon         | France                | Peugeot-BP-Michelin   | 124 pts               |
| 5e                    | Felice Gimondi        | Italie                | Salvarani             | 103 pts               |

| Classement par points | Classement par points | Classement par points | Classement par points | Classement par points |
| Coureur               | Coureur               | Pays                  | Équipe                | Points                |
| --------------------- | --------------------- | --------------------- | --------------------- | --------------------- |
| 1er                   | Eddy Merckx           | Belgique              | Faema                 | 234 pts               |
| 2e                    | Jan Janssen           | Pays-Bas              | BiC                   | 148 pts               |
| 3e                    | Marinus Wagtmans      | Pays-Bas              | Willem II-Gazelle     | 130 pts               |
| 4e                    | Roger Pingeon         | France                | Peugeot-BP-Michelin   | 124 pts               |
| 5e                    | Felice Gimondi        | Italie                | Salvarani             | 103 pts               |

| Classement de la montagne | Classement de la montagne | Classement de la montagne | Classement de la montagne        | Classement de la montagne |
| Coureur                   | Coureur                   | Pays                      | Équipe                           | Points                    |
| ------------------------- | ------------------------- | ------------------------- | -------------------------------- | ------------------------- |
| 1er                       | Eddy Merckx               | Belgique                  | Faema                            | 155 pts                   |
| 2e                        | Roger Pingeon             | France                    | Peugeot-BP-Michelin              | 94 pts                    |
| 3e                        | Joaquim Galera            | Espagne                   | Fagor                            | 78 pts                    |
| 4e                        | Paul Gutty                | France                    | Frimatic-de Gribaldy-Viva-Wolber | 68 pts                    |
| 5e                        | Andrés Gandarias Albizu   | Espagne                   | Kas-Kaskol                       | 54 pts                    |

| Classement de la montagne | Classement de la montagne | Classement de la montagne | Classement de la montagne        | Classement de la montagne |
| Coureur                   | Coureur                   | Pays                      | Équipe                           | Points                    |
| ------------------------- | ------------------------- | ------------------------- | -------------------------------- | ------------------------- |
| 1er                       | Eddy Merckx               | Belgique                  | Faema                            | 155 pts                   |
| 2e                        | Roger Pingeon             | France                    | Peugeot-BP-Michelin              | 94 pts                    |
| 3e                        | Joaquim Galera            | Espagne                   | Fagor                            | 78 pts                    |
| 4e                        | Paul Gutty                | France                    | Frimatic-de Gribaldy-Viva-Wolber | 68 pts                    |
| 5e                        | Andrés Gandarias Albizu   | Espagne                   | Kas-Kaskol                       | 54 pts                    |

| Classement du combiné | Classement du combiné   | Classement du combiné | Classement du combiné | Classement du combiné |
| Coureur               | Coureur                 | Pays                  | Équipe                | Points                |
| --------------------- | ----------------------- | --------------------- | --------------------- | --------------------- |
| 1er                   | Eddy Merckx             | Belgique              | Faema                 | 3 pts                 |
| 2e                    | Roger Pingeon           | France                | Peugeot-BP-Michelin   | 8 pts                 |
| 3e                    | Felice Gimondi          | Italie                | Salvarani             | 15 pts                |
| 4e                    | Raymond Poulidor        | France                | Mercier-BP-Hutchinson | 17 pts                |
| 5e                    | Andrés Gandarias Albizu | Espagne               | Kas-Kaskol            | 19 pts                |

| Classement du combiné | Classement du combiné   | Classement du combiné | Classement du combiné | Classement du combiné |
| Coureur               | Coureur                 | Pays                  | Équipe                | Points                |
| --------------------- | ----------------------- | --------------------- | --------------------- | --------------------- |
| 1er                   | Eddy Merckx             | Belgique              | Faema                 | 3 pts                 |
| 2e                    | Roger Pingeon           | France                | Peugeot-BP-Michelin   | 8 pts                 |
| 3e                    | Felice Gimondi          | Italie                | Salvarani             | 15 pts                |
| 4e                    | Raymond Poulidor        | France                | Mercier-BP-Hutchinson | 17 pts                |
| 5e                    | Andrés Gandarias Albizu | Espagne               | Kas-Kaskol            | 19 pts                |

| Classement par équipes | Classement par équipes           | Classement par équipes | Classement par équipes |
| Équipe                 | Équipe                           | Pays                   | Temps                  |
| ---------------------- | -------------------------------- | ---------------------- | ---------------------- |
| 1re                    | Faema                            | Belgique               | 311 h 31 min 12 s      |
| 2e                     | Peugeot-BP-Michelin              | France                 | + 5 min 11 s           |
| 3e                     | Kas-Kaskol                       | Espagne                | + 50 min 21 s          |
| 4e                     | Fagor                            | Espagne                | + 1 h 07 min 39 s      |
| 5e                     | Frimatic-de Gribaldy-Viva-Wolber | France                 | + 1 h 12 min 10 s      |

| Classement par équipes | Classement par équipes           | Classement par équipes | Classement par équipes |
| Équipe                 | Équipe                           | Pays                   | Temps                  |
| ---------------------- | -------------------------------- | ---------------------- | ---------------------- |
| 1re                    | Faema                            | Belgique               | 311 h 31 min 12 s      |
| 2e                     | Peugeot-BP-Michelin              | France                 | + 5 min 11 s           |
| 3e                     | Kas-Kaskol                       | Espagne                | + 50 min 21 s          |
| 4e                     | Fagor                            | Espagne                | + 1 h 07 min 39 s      |
| 5e                     | Frimatic-de Gribaldy-Viva-Wolber | France                 | + 1 h 12 min 10 s      |